# Оарай

36°18′48″ пн. ш. 140°34′30″ сх. д. / 36.31333° пн. ш. 140.57500° сх. д.
Оара́й (яп. 大洗町, おおあらいまち, МФА: [oaɾai̯ mat͡ɕi̥]) — містечко в Японії, в повіті Хіґасі-Ібаракі префектури Ібаракі. Станом на 1 жовтня 2007 площа містечка становила 23,19 км². Станом на 1 серпня 2008 населення містечка становило 18 601 осіб.